# 约翰娜·芒努松
约翰娜·芒努松（瑞典語：Johanna Magnusson，1998年11月15日—），瑞典女子羽毛球運動員。在青年期，她曾与艾瑪·卡爾松赢得欧青赛女双冠军（2017年）。

## 生平
2017年4月，约翰娜·芒努松代表瑞典參加在法國米盧斯舉行的歐洲青年羽毛球錦標賽，與艾玛·卡尔松合作贏得女子雙打比賽冠軍。
2018年，约翰娜·芒努松轉戰成人級別比賽。在1月舉行的瑞典羽毛球公開賽，她便與艾玛·卡尔松合作打進女子雙打比賽決賽，並以2比1（18-21、21-11、21-19）擊敗荷蘭的黛博拉·吉尔/埃姆克·范德阿尔，贏得生涯首個成人級別比賽的冠軍。

## 主要比賽成績
只列出曾進入準決賽的國際賽事成績：
| 年份   | 賽事                 | 公開賽級別 | 項目     | 搭檔            | 成績   |
| ------ | -------------------- | ---------- | -------- | --------------- | ------ |
| 2017年 | 歐洲青年羽毛球錦標賽 | 其他       | 女子雙打 | 艾玛·卡尔松     | 冠軍   |
| 2017年 | 意大利羽毛球國際賽   | 國際挑戰賽 | 女子雙打 | 艾玛·卡尔松     | 準決賽 |
| 2018年 | 瑞典羽毛球公開賽     | 國際系列賽 | 女子雙打 | 艾玛·卡尔松     | 冠軍   |
| 2018年 | 捷克羽毛球公開賽     | 國際挑戰賽 | 女子雙打 | 艾瑪·卡爾松     | 準決賽 |
| 2018年 | 匈牙利羽毛球國際賽   | 國際挑戰賽 | 女子雙打 | 艾瑪·卡爾松     | 亞軍   |
| 2019年 | 瑞典羽毛球公開賽     | 國際系列賽 | 女子雙打 | 艾玛·卡尔松     | 亞軍   |
| 2019年 | 波蘭羽毛球國際賽     | 國際系列賽 | 女子雙打 | 約翰娜·馬格努松 | 亞軍   |
| 2019年 | 波蘭羽毛球國際賽     | 國際系列賽 | 混合雙打 | 埃米爾·海貝爾   | 準決賽 |
| 2019年 | 匈牙利羽毛球國際賽   | 國際挑戰賽 | 女子雙打 | 艾瑪·卡爾松     | 亞軍   |
| 2019年 | 挪威羽毛球國際賽     | 國際系列賽 | 女子雙打 | 艾瑪·卡爾松     | 冠軍   |
| 2019年 | 蘇格蘭羽毛球公開賽   | 國際挑戰賽 | 女子雙打 | 艾瑪·卡爾松     | 準決賽 |
| 2019年 | 意大利羽毛球國際賽   | 國際挑戰賽 | 女子雙打 | 艾瑪·卡爾松     | 準決賽 |
| 2020年 | 瑞典羽毛球公開賽     | 國際系列賽 | 女子雙打 | 艾瑪·卡爾松     | 準決賽 |
| 2021年 | 波蘭羽毛球公開賽     | 國際挑戰賽 | 女子雙打 | 克拉拉·尼斯塔特 | 準決賽 |
| 2021年 | 波蘭羽毛球國際賽     | 國際系列賽 | 女子雙打 | 克拉拉·尼斯塔特 | 準決賽 |
| 2021年 | 荷蘭羽毛球公開賽     | 國際挑戰賽 | 女子雙打 | 克拉拉·尼斯塔特 | 冠軍   |
| 2022年 | 瑞典羽毛球公開賽     | 國際系列賽 | 女子雙打 | 克拉拉·尼斯塔特 | 亞軍   |

| 2007-2017年 | 首要超級賽 | 超級賽 | 黃金大獎賽 | 大獎賽 | 國際挑戰賽 | 國際系列賽 | 未來系列賽 | 其他 |

| 2018-2026年 | 總決賽 | 超級1000賽 | 超級750賽 | 超級500賽 | 超級300賽 | 超級100賽 | 國際挑戰賽 | 國際系列賽 | 未來系列賽 | 其他 |

### 奧運會和世錦賽參賽紀錄
|          | 搭檔            | 2019 | 2020 | 2021 | 2022 |
| -------- | --------------- | ---- | ---- | ---- | ---- |
| 女子雙打 | 艾瑪·卡爾松     | 32強 | －   | －   |      |
| 女子雙打 | 克拉拉·尼斯塔特 | －   | －   | 64強 | 64強 |